# Kościół Wniebowzięcia Najświętszej Maryi Panny w Ryszewku
Kościół Wniebowzięcia Najświętszej Maryi Panny w Ryszewku – katolicki kościół parafialny zlokalizowany we wsi Ryszewko w gminie Pyrzyce, w powiecie pyrzyckim (województwo zachodniopomorskie).

## Historia i architektura
Murowany z cegły, neogotycki kościół został wzniesiony w 1866 roku. Sytuowany na planie prostokąta, zamknięty jest od wschodu pięcioboczną absydą nakrytą sklepieniem krzyżowo-żebrowym. Od strony południowo-wschodniej do absydy dostawiona jest zakrystia. Szczyt wschodni ma formę schodkową, zdobią go blendy z ornamentem maswerkowym. W otworach okiennych w nawie głównej wstawione są po dwa ostrołukowe okna i jedno w formie oculusa, w absydzie znajdują się trzy okna ostrołukowe. W oknach znajdują się wykonane w 1985 roku witraże.
Od strony zachodniej do nawy przylega czterokondygnacyjna wieża na planie czworoboku. W przyziemiu wieży znajduje się ostrołukowy portal, powyżej którego umieszczony jest oculus, a nad nim ostrołukowe okno. W najwyższej kondygnacji wieży umieszczone są blendy wypełnione ostrołukowymi otworami i tarczami zegara. Wieżę nakrywa strzelisty hełm z latarnią.
Wnętrze kościoła nakrywa drewniany strop. Zachowało się XIX-wieczne, neobarokowe wyposażenie: ołtarz, przyścienna ambona z reliefami przedstawiającymi Ewangelistów, wsparta na filarze empora chórowa, ławki.
Po II wojnie światowej został konsekrowany jako świątynia katolicka w dniu 15 sierpnia 1948 roku przez ks. Stanisława Koszarka TChr. Od 1959 roku pełni funkcje kościoła parafialnego.